# Vestignè
Vestignè és un comune (municipi) de la ciutat metropolitana de Torí, a la regió italiana del Piemont, situat a uns 40 quilòmetres al nord-est de Torí. A 1 de gener de 2019 la seva població era de 796 habitants.
Vestignè limita amb els següents municipis: Ivrea, Albiano d'Ivrea, Strambino, Caravino, Borgomasino i Vische.